# (79991) 1999 FW3
(79991) 1999 FW3 là một tiểu hành tinh vành đai chính. Nó được phát hiện bởi Osservatorio San Vittore ngày 19 tháng 03 1999.